# Вишневецкий, Владимир Михайлович
Влади́мир Миха́йлович Вишневе́цкий (укр. Володи́мир Миха́йлович Вишневе́цький; 2 [15] июля 1900 — 28 декабря 1981) — старший сержант Рабоче-крестьянской Красной армии, участник Гражданской и Великой Отечественной войн: Герой Советского Союза (1944). Член ВКП(б) с 1943 года.
Во время войны в должности командира орудия 60-го гвардейского кавалерийского полка 16-й гвардейской кавалерийской дивизии (7-й гвардейский кавклерийский корпус, 61-я армия, Центральный фронт) особо отличился при форсировании Днепра.

## Биография
Родился 15 июля 1900 года в селе Новониколаевка (ныне — Шевченковский район Харьковской области Украины) в семье украинского крестьянина. Там же окончил начальную школу. Участвовал в сражениях на фронтах Гражданской войны.
В 1928 году работал председателем Казанского сельсовета Джувалинского района Джамбулской области (ныне — Жамбылский район Жамбылской области Казахстана).
17 сентября 1941 года был призван на службу в Рабоче-крестьянскую Красную Армию Джувалинским райвоенкоматом (под другим данным — Сайрамским). С ноября 1942 года находится на фронтах Великой Отечественной войны.
Участвовал в Сталинградской и Курской битвах, также принял участие в наступательной операции по освобождению Белоруссии. 12 декабря 1942 года был награждён медалью «За отвагу»: «за то, что он в бою 22.11.42 под курганом Соляной огнем своего орудия уничтожил 3 огневых орудийных точки противника».
20 сентября 1943 года будучи командиром орудия 60-го гвардейского кавалерийского полка (16-я гвардейская кавалерийская дивизия, 7-й гвардейский кавалерийский корпус, 61-я армия, Центральный фронт) гвардии особенно отличился во время боях на подступах к Днепру у населённого пункта Лопатино (Черниговский район, Черниговской области Украины) в ходе которого он подбил танк противника.
27 сентября он одним из первых переправился через Днепр и уничтожил три вражеских огневых точки и около двадцать солдат и офицеров противника. Во время боёв за белорусскую деревню Вялье и Галки (Брагинский район, Гомельской области Белоруссии) он лично уничтожил два танка и одно самоходное орудие.
Указом Президиума Верховного Совета СССР «О присвоении звания Героя Советского Союза офицерскому и сержантскому составу артиллерии Красной Армии» от 9 февраля 1944 года за «образцовое выполнение боевых заданий командования на фронте борьбы с немецкими захватчиками и проявленные при этом отвагу и геройство» удостоен звания Героя Советского Союза с вручением медали «Золотая Звезда» и ордена Ленина.
В 1945 году демобилизовался и переехал жить в село Притрактовое Сайрамского района Чимкентской области (ныне — село Жибек Жолы, Южно-Казахстанская область, Казахстан), где стал работать в совхозе.
Скончался 28 декабря 1981 года, похоронен в Чимкенте.

## Награды
- Герой Советского Союза (9 февраля 1944)[2]:
  - Медаль «Золотая Звезда»
  - Орден Ленина
- Орден Отечественной войны II степени
- Медали СССР:
  - Медаль «За отвагу» (12 декабря 1942)[7][10]
  - Медаль «За оборону Сталинграда»
  - Медаль «За победу над Германией в Великой Отечественной войне 1941—1945 гг.»

## Память
В Уфе имя Владимира Вишневецкого увековечена золотыми буквами на мемориальных досках вместе с другими именами всех 78-и Героев Советского Союза 112-й Башкирской (16-й гвардейской Черниговской) кавалерийской дивизии на здании Национального музея Республики Башкортостан, а также его имя был высечено на здании Музея 112-й Башкирской (16-й гвардейской Черниговской) кавалерийской дивизии.